# Нижньотагільський трамвай
Нижньотагільський трамвай — діюча трамвайна мережа міста Нижній Тагіл, Росія. Відкрита у 1937. Відкриття відбулося у два етапи: у 1937 році була запущена лінія міського трамваю, а у 1940 році вагонобудівний завод побудував власну трамвайну лінію для перевезення робітників. Пізніше системи були об'єднані в одну, але до 1 вересня 2008 року трамвай обслуговувався двома відомствами: міським та заводом УВЗ. У рамках минулого акціювання ФГУП «ПО Уралвагонзавод» і створення ВАТ «Науково-виробнича корпорація „Уралвагонзавод“» трамвайне управління УВЗ було передано на баланс міста. До передачі управління було цехом № 920 УВЗ.
На середину 2010-х систему експлуатує Нижньотагільське муніципальне унітарне підприємство «Тагільський трамвай».

## Депо
На середину 2010-х у місті є два трамвайні депо:
- Трамвайне депо «Нова Кушва»
- Трамвайне депо «Вагонка» (колишнє трамвайне управління Уралвагонзавода).

У 2010 році знято з балансу трамвайне депо «Червоний Камінь» — найперше депо в місті, в останні роки використовувалося в рідкісних випадках лише для вимушеного обігу вагонів, а також для потреб служби колії, при цьому територія депо здавалася муніципалітетом в оренду під стоянку і автосервіс.
У 1990-і роки НТМК (у той час міська половина трамвая належала цьому заводу) будував четверте трамвайне депо на ГГМ в районі трамвайного кільця. Були побудовані коробки боксів, адміністративної будівлі, періметральну колію навколо депо, опори контактної мережі уздовж колії, врізані стрілки в діючу мережу. Проте будівництво було заморожено, згодом територія була продана приватним особам, побудовані колії розібрані.

## Маршрутна мережа
На березень 2015 року в місті організовані наступні трамвайні маршрути:
- 1: УВЗ — Островского
- 3: Островского — Кр. Камень — Выя — Островского
- 4A: Приречный р-н — Тагилстрой
- 5: ГГМ — Тагилстрой
- 6: УВЗ — Пос. Северный
- 8: Островского/Приречный р-н — УВЗ
- 10: УВЗ — Пихтовые Горы
- 11: Пихтовые Горы — Пос. Северный
- 12: Островского — Пихтовые Горы
- 15: Н. Кушва — ГГМ
- 17: УВЗ — ГГМ

## Рухомий склад на середину 2010-х
| Модель          | Кількість |
| --------------- | --------- |
|                 |           |
| 71-605А         | 15        |
| 71-608К         | 1         |
| 71-608КМ        | 7         |
| 71-402 «СПЕКТР» | 9         |
| 71-403          | 4         |
| 71-405          | 15        |
| 71-405-11       | 10        |
| 71-407          | 40        |
| Разом           | 107       |

Станом на липень 2015 року в експлуатації знаходиться 107 лінійних і 12 службових трамваїв.

## Ресурси Інтернету
- Сайт «Тагильский трамвай» [Архівовано 30 вересня 2011 у Wayback Machine.]